# Marfontaine
Marfontaine é uma comuna francesa na região administrativa de Altos da França, no departamento de Aisne. Estende-se por uma área de 9,21 km². Em 2010 a comuna tinha 89 habitantes (densidade: 9,7 hab./km²).